# Ložane
Ložane – wieś w Słowenii, w gminie Pesnica. W 2018 roku liczyła 103 mieszkańców.